# یوآنا شچربیتس
یوآنا شچربیتس (لهستانی: Joanna Szczerbic؛ ‏۱۳ ژوئن ۱۹۴۱–۸ مارس ۲۰۱۴) بازیگر اهل لهستان بود.
از فیلم‌هایی که وی در آن‌ها نقش داشته‌است، می‌توان به روزگار ماتئوش، فریاد، دست‌ها بالا! و مانع اشاره نمود.